# Isthmohyla infucata
Isthmohyla infucata es una especie de anfibios de la familia Hylidae. Es endémica de Panamá. Su rango altitudinal oscila entre 830 y 910 m s. n. m..
Sus hábitats naturales incluyen montanos secos, marismas de agua dulce y corrientes intermitentes de agua. Está amenazada de extinción por la destrucción de su hábitat natural.